# بطولة غرب آسيا تحت سن 17 للفتيات 2025
بطولة غرب آسيا تحت سن 17 للفتيات 2025 وتسمى أيضًا بطولة اتحاد غرب آسيا لكرة القدم للفتيات تحت 17 سنة 2025 وهي النسخة الخامسة من بطولة غرب آسيا لكرة القدم تحت 17 سنة للفتيات، وهي بطولة كرة القدم الدولية للشباب التي ينظمها اتحاد غرب آسيا لكرة القدم (WAFF) للفرق الوطنية للسيدات تحت 17 سنة في غرب آسيا. وتم استضافة هذه النسخة من البطولة في المملكة العربية السعودية في الفترة من 8 إلى 16 فبراير 2025م.  
وقد حصل المنتخب السوري المدافع عن لقبه في النسخة السابقة، وذلك عندما تغلب على الأردن المضيف بنتيجة 1-0 في النهائي،  على المركز الثاني. في حين فازت لبنان بالبطولة بعد تغلبه على سوريا 4-0 في المباراة النهائية، لتحصد لقبها الثالث.

## المشاركات

### الفرق المشاركة
في البداية، شارك ثمان من أصل 12 اتحادًا عضوًا بفرق في البطولة. ومع ذلك، انسحبت العراق والكويت لاحقًا، مما أدى إلى تقليص العدد الإجمالي إلى ستة فرق.    ومن بين المشاركين الستة، تشارك المملكة العربية السعودية للمرة الأولى في البطولة. 
| الفريق   | المشاركة | آخر مشاركة   | أفضل مركز في البطولة                                              |
| -------- | -------- | ------------ | ----------------------------------------------------------------- |
| البحرين  | الثالثة  | يناير 2023م  | المركز الرابع (2018، بطولة اتحاد غرب آسيا الثالثة للناشئات 2023 ‏) |
| الأردن   | الخامسة  | نوفمبر 2023م | البطل (2018)                                                      |
| لبنان    | الخامسة  | نوفمبر 2023م | البطل (2019، بطولة اتحاد غرب آسيا الثالثة للناشئات 2023 ‏)         |
| فلسطين   | الرابعة  | يناير 2023م  | المركز الثالث (2018، بطولة اتحاد غرب آسيا الثالثة للناشئات 2023 ‏) |
| السعودية | الأولى   | —            | أول مشاركة                                                        |
| سوريا    | الرابعة  | نوفمبر 2023م | البطل (Nov 2023)                                                  |

منتخبات لم تشارك
| - العراق (W) - الكويت (W) - عمان | - قطر - الإمارات العربية المتحدة - اليمن |

### القرعة
أقيمت القرعة الرسمية يوم 6 يناير 2025م، وذلك في مقر اتحاد غرب آسيا لكرة القدم في عمان في تمام الساعة 12:00 ( UTC+3 ). وتم تسمية الفريق المضيف، والمتمثل في: المملكة العربية السعودية، تلقائيًا ووضعه في المركز A1، في حين تم تسمية حامل اللقب، المتمثل في: سوريا، تلقائيًا أيضًا ووضعه في المركز B1.  
وقد أسفرت القرعة عن المجموعات التالية:
|    | فريق     |
| -- | -------- |
| أ1 | السعودية |
| أ2 | البحرين  |
| أ3 | الأردن   |

|    | فريق   |
| -- | ------ |
| ب1 | سوريا  |
| ب2 | فلسطين |
| ب3 | لبنان  |

### الفرق
كانت اللاعبات المولودات ما بين 1 يناير 2008م و31 ديسمبر 2010م مؤهلات للمشاركة في البطولة. وكان من الواجب على كل فريق تسجيل تشكيلة تتكون من 18 لاعبة على الأقل و23 لاعبة كحد أقصى، ويجب أن تكون ثلاثة منهن على الأقل من حراس المرمى

## المكان
ستقام البطولة في مدينة الخبر الساحلية بالمنطقة الشرقية بالمملكة العربية السعودية، وسيتم استخدام الملعب التالي لجميع المباريات: 
| بطولة غرب آسيا تحت سن 17 للفتيات 2025 (المملكة العربية السعودية) | Khobar                         |
| ---------------------------------------------------------------- | ------------------------------ |
| بطولة غرب آسيا تحت سن 17 للفتيات 2025 (المملكة العربية السعودية) | Prince Saud bin Jalawi Stadium |
| بطولة غرب آسيا تحت سن 17 للفتيات 2025 (المملكة العربية السعودية) | Capacity: 20,000               |
| بطولة غرب آسيا تحت سن 17 للفتيات 2025 (المملكة العربية السعودية) |                                |

## مرحلة المجموعات
جميع الأوقات محلية، SAST ( UTC+3 ).
كسر التعادل
تم تصنيف الفرق وفقًا للنقاط على النحو التالي: 3 نقاط للفوز، ونقطة واحدة للتعادل، و0 نقطة للخسارة، وفي حالة التعادل في النقاط، تم تطبيق معايير كسر التعادل التالية، بالترتيب الموضح أدناه، لتحديد التصنيف:
1. النقاط في المباريات المباشرة بين الفرق المتعادلة؛
2. فارق الأهداف في المباريات المباشرة بين الفرق المتعادلة؛
3. الأهداف المسجلة في المباريات المباشرة بين الفرق المتعادلة؛
4. في حالة تعادل أكثر من فريقين، وبعد تطبيق جميع معايير المواجهات المباشرة المذكورة أعلاه، ظلت مجموعة فرعية من الفرق متعادلة، فسيتم إعادة تطبيق جميع معايير المواجهات المباشرة المذكورة أعلاه حصريًا على هذه المجموعة الفرعية من الفرق؛
5. فارق الأهداف في جميع مباريات المجموعة؛
6. الأهداف المسجلة في جميع مباريات المجموعة؛
7. ركلات الترجيح إذا تعادل فريقان فقط والتقيا في الجولة الأخيرة من المجموعة؛
8. النقاط التأديبية (البطاقة الصفراء = 1 نقطة، البطاقة الحمراء نتيجة بطاقتين صفراوين = 3 نقاط، البطاقة الحمراء المباشرة = 3 نقاط، البطاقة الصفراء تليها البطاقة الحمراء المباشرة = 4 نقاط)؛
9. سحب القرعة .

### المجموعة أ
| م | الفريق       | لعب | ف | ت | خ | أ.له | أ.ع | أ.ف | نقاط | التأهل             |
| - | ------------ | --- | - | - | - | ---- | --- | --- | ---- | ------------------ |
| 1 | الأردن       | 2   | 2 | 0 | 0 | 8    | 0   | +8  | 6    | مرحلة خروج المغلوب |
| 2 | البحرين      | 2   | 1 | 0 | 1 | 1    | 5   | −4  | 3    | مرحلة خروج المغلوب |
| 3 | السعودية (H) | 2   | 0 | 0 | 2 | 0    | 4   | −4  | 0    |                    |

| الأردن                                  | 3–0   | السعودية |
| --------------------------------------- | ----- | -------- |
| - جارار 8' - أبو علي 12' - أبو هزيم 43' | تقرير |          |

| البحرين | 0–5   | الأردن                                                    |
| ------- | ----- | --------------------------------------------------------- |
|         | تقرير | - أبو علي 23'، 55' - ديمور 26' - جارار 49' - أبو هزيم 59' |

| السعودية | 0–1   | البحرين  |
| -------- | ----- | -------- |
|          | تقرير | حسان 47' |

### المجموعة B
| م | الفريق | لعب | ف | ت | خ | أ.له | أ.ع | أ.ف | نقاط | التأهل             |
| - | ------ | --- | - | - | - | ---- | --- | --- | ---- | ------------------ |
| 1 | لبنان  | 2   | 2 | 0 | 0 | 6    | 0   | +6  | 6    | مرحلة خروج المغلوب |
| 2 | سوريا  | 2   | 1 | 0 | 1 | 6    | 2   | +4  | 3    | مرحلة خروج المغلوب |
| 3 | فلسطين | 2   | 0 | 0 | 2 | 0    | 10  | −10 | 0    |                    |

| لبنان                  | 2–0   | سوريا |
| ---------------------- | ----- | ----- |
| - مغربي 51' - عيسى 61' | تقرير |       |

| فلسطين | 0–4   | لبنان                                        |
| ------ | ----- | -------------------------------------------- |
|        | تقرير | - فرنجيه 17' - مسلماني 46'، 81' - الحبال 62' |

| سوريا                                                 | 6–0   | فلسطين |
| ----------------------------------------------------- | ----- | ------ |
| - بدور 1' - علوش 49' - سلوايه 52'، 67'، 75' - حرب 60' | تقرير |        |

## مرحلة خروج المغلوب
وفي مرحلة خروج المغلوب، تم اللجوء إلى ركلات الترجيح لتحديد الفائز إذا لزم الأمر (لم يتم لعب وقت إضافي ).

### مخطط
|  | نصف النهائي       | نصف النهائي |                   |       | النهائي | النهائي |
|  |                   |             |                   |       |         |         |
|  | 14 فبراير - الخبر |             |                   |       |         |         |
|  |                   |             |                   |       |         |         |
|  | لبنان             | 3           |                   |       |         |         |
|  | لبنان             | 3           | 16 فبراير - الخبر |       |         |         |
|  | البحرين           | 0           |                   |       |         |         |
|  | البحرين           | 0           | لبنان             | 4     |         |         |
|  | 14 فبراير - الخبر |             | لبنان             | 4     |         |         |
|  |                   | سوريا       | 0                 |       |         |         |
|  | الأردن            | سوريا       | 0                 | 0 (6) |         |         |
|  | الأردن            |             |                   | 0 (6) |         |         |
|  | سوريا (ج.)        | 0 (7)       |                   |       |         |         |
|  | سوريا (ج.)        | 0 (7)       | النهائي           |       |         |         |
|  |                   |             |                   |       |         |         |
|  | 16 فبراير - الخبر |             |                   |       |         |         |
|  |                   |             |                   |       |         |         |
|  | البحرين           | 0           |                   |       |         |         |
|  | البحرين           | 0           |                   |       |         |         |
|  | الأردن            | 2           |                   |       |         |         |

### نصف النهائي
| لبنان                                | 3–0   | البحرين |
| ------------------------------------ | ----- | ------- |
| - عيسى 10' - جيتاني 46' - الحبال 54' | تقرير |         |

| الأردن                                                    | 0–0   | سوريا                                               |
| --------------------------------------------------------- | ----- | --------------------------------------------------- |
|                                                           | تقرير |                                                     |
| ركلات الترجيح                                             |       |                                                     |
| - أبو علي - عيسى - سلامة - أبو ساحة - حماد - ديمور - كمال | 6–7   | - بدور - حرب - ديب - علوش - ساكور - جمعة اتو - مينا |

### مباراة تحديد المركز الثالث
| البحرين | 0–2   | الأردن                     |
| ------- | ----- | -------------------------- |
|         | تقرير | - جارار 19' - أبو هزيم 43' |

### النهائي
| لبنان                                     | 4–0   | سوريا |
| ----------------------------------------- | ----- | ----- |
| - الحبال 29'، 49' - جيتاني 55' - عيسى 57' | تقرير |       |

## الهدافات
عدد الأهداف المُسجلة  30 هدفًا  في 10 مباراة، بمتوسط 3 هدفًا في المباراة الواحدة.
4 أهداف
- لبنان ياسمين الحبال

3 أهداف
- الأردن هيا أبو علي
- الأردن دانة أبو هزيم
- الأردن سارة عيسى
- سوريا ألما سلواية

هدفان
- لبنان يارا جيتاني
- لبنان زهرة مسلماني

هدف
- البحرين فاطيمة حسان
- الأردن ليان ديمور
- لبنان جيانا فرنجيه
- لبنان راما مغربي
- سوريا جودي علوش
- سوريا نيفين بدور
- سوريا تالا حرب

مصدر: WAFF